# Peperomia efimbriata
Peperomia efimbriata är en pepparväxtart som beskrevs av William Trelease. Peperomia efimbriata ingår i släktet peperomior, och familjen pepparväxter. Inga underarter finns listade i Catalogue of Life.